# Cooperia (plante)
Cet article concerne le genre de plantes. Pour le genre de nématodes, voir Cooperia (animal).
Genre
Classification APG III (2009)
Cooperia est un genre de plantes à fleurs de la famille des Liliacées selon la classification classique de Cronquist (1981) ou des Amaryllidacées selon la classification phylogénétique APG III (2009).

## Liste d’espèces
Selon Tropicos (11 nov. 2019) :
- Cooperia albicans (Herb.) Sprague
- Cooperia brasiliensis Traub
- Cooperia chlorosolen Herb.
- Cooperia drummondiana Herb.
- Cooperia drummondii Herb.
- Cooperia jonesii Cory
- Cooperia kansensis W. Stevens
- Cooperia mexicana Herb.
- Cooperia miradorensis Kraenzl.
- Cooperia oberwettii Percy-Lanc.
- Cooperia pedunculata Herb.
- Cooperia smallii Alexander
- Cooperia traubii W. Hayw.